# Mikael Rosén (politiker)
Knut Olof Mikael Rosén, född 28 maj 1955 i Västra Frölunda kyrkobokföringsdistrikt i Göteborg, är en svensk politiker (moderat). Han var ordinarie riksdagsledamot under en kort period efter valet 2006, invald för Dalarnas läns valkrets, och har varit heltidspolitiker i Falu kommun, både som kommunalråd och oppositionsråd.

## Biografi
Rosén studerade juridik vid Lunds universitet och avlade juris kandidat-examen 1983. Han var verksam inom Fria Moderata Studentförbundet som viceordförande 1978–1980. Han har även varit handläggare vid Moderata Samlingspartiets riksdagskansli och  advokat. 
Åren 1998–2002 var han kommunfullmäktiges ordförande i Falun och styrelseordförande för Kopparstaden AB. Efter valet 2002, som ledde till att Socialdemokraterna med fler tog över ledningen av kommunen, blev Rosén oppositionsråd.
Rosén blev ordinarie riksdagsledamot i valet 2006. I riksdagen var han suppleant i civilutskottet och finansutskottet. Rosén avsade sig uppdraget som riksdagsledamot i november 2006 och till ny ordinarie riksdagsledamot från och med 16 november 2006 utsågs Patrik Forslund.
Efter att Faluns kommunfullmäktige i november 2006 utsett Rosén till kommunstyrelsens ordförande och kommunalråd så lämnade han riksdagsuppdraget för att ta sig an den politiska styrningen av Falun.
Rosén styrde 2006–2010 en borgerlig koalition i Falun bestående av 5 partier, varav Moderata Samlingspartiet var det största. 
Förutom de borgerliga riksdagspartierna ingick även Falupartiet i koalitionen. 2010–2018 var han oppositionsråd i Falun.